# M·R·C·格林伍德
M·R·C·格林伍德（英語：Mary Rita Cooke Greenwood，1943年4月11日—）是一位美国营养学家，曾任夏威夷大学和聖塔克魯茲加利福尼亞大學校长，以及美国科学促进会主席等多个政府组织职位。